# Křesťanský metal
Křesťanský metal nebo také white metal je označení metalu, který se ve svých textech orientuje na křesťanství. Není to samostatný žánr, ale pouze označení pro křesťansky orientované kapely.
Kolem křesťanského metalu se vytvořila celá subkultura, tvořená (nejen) křesťany, vycházejí časopisy, internetové fanziny, pořádají se festivaly zaměřené na křesťanský metal (Nordic Fest, Elements of Rock).

## Historie

### Vznik
Historie white metalu sahá až do konce 60. let, kdy v USA vzniká Ježíšovo hnutí (Jesus Movement). následně v roce 1972 vzniká skupina Resurrection Band v jejíž hudba šla od začátku označit za hard rock se silnými kořeny v blues. Tato skupina v roce 1974 vydává album Music to Raise the Dead. V Evropě se ve Švédsku formuje skupina Jerusalem.

### 80. léta
V USA už počátkem 80. let začínají vznikají křesťanské skupiny hrající heavy metal, mezi ně patří Messiah Prophet, Saint a Stryper. V Evropě byla významnou skupinou Leviticus. Začíná vycházet časopis Heaven's Metal a vznikají vydavatelství zaměřená na křesťanský metal Pure Metal Records, R.E.X. Records a Intense Records.
Kolem poloviny dekády vznikají skupiny Bloodgood, Whitecross, Barren Cross a další.
Koncem tohoto desetiletí vznikají thrashmetalové Deliverance a Vengeance Rising.

### 90. léta
Toto desetiletí je charakteristické sílící scénou. V roce 1990 vzniká v Austrálii deathmetalová skupina Mortification. Bubeník Jayson Sherlock z této kapely se připojuje také k doom-deathmetalovému Paramæciu a v roce 1993 vydává první blackmetalové album na křesťanské scéně. Tento projekt se nazýval Horde a album neslo název Hellig Usvart.
V Evropě vzniká počátkem této dekády mnoho nových skupin, například doommetalové Veni Domine a Antestor, powermetalová Seventh Avenue, v USA například progressive thrashmetalová Tourniquet. Koncem devadesátých let dochází k další vlně vzniku nových skupin. V Norsku vzniká například skupina Extol, vycházejí debuty skupin Immortal Souls a Deuteronomium. Formuje se blackmetalový Frosthardr a powermetalová Narnia.
V roce 1999 vzniká v Ostravě první křesťansky orientovaná deathmetalová skupina Redemptorist a začíná se formovat komunita fanoušků křesťanského metalu, která nese jméno Combatant.

### 2000 - 2010
Toto desetiletí je charakteristické dalším růstem křesťanské metalové scény a zároveň jejím prolínáním s tou "nekřesťanskou". Ve Švédsku se tvoří deathgrindová skupina Inevitable End, svou činnost obnovuje Stryper.
V ČR dochází k vydávání prvního časopisu zaměřeného na křesťanský metal pod jménem Combatant. Brzy potom vzniká internetová verze tohoto časopisu. Combatant v rámci své činnosti organizuje koncerty křesťanských metalových skupin, navazuje se těsná spolupráce se Slovenskem.

## Křesťanské Metalové církve
Křesťanský metal byl při svém vzniku ve velmi nevděčném postavení. Na jedné straně se musel obhajovat před křesťanskou veřejností, na straně druhé pak vůči zbytku metalové scény. V Severní Americe rozpoutal metal kolem roku 1985 rozsáhlou útočnou kampaň, do které se zapojila společnost PMRC (Parents Music Resource Center), PTA (Parent-Teacher Association) a někteří duchovní různých křesťanských tradic. Metal byl od počátku kritizován za to, že žene mládež do tenat chuligánství, propaguje pokřivené morální hodnoty, násilí, sexuální promiskuitu, drogy a okultní praktiky. Konzervativní křesťané různých stran rychle nacházeli společného nepřítele a velmi ostře se tak zapojilo do útoku na metal také křesťanství. 
Roku 1984 vznikl ve městě Torrance, v Kalifornii (USA) první křesťanský sbor zaměřený na metal. Hnutí se jmenuje Sanctuary, a za jeho vznikem stál mladý pastor Bob Beeman. Z křesťanského pohledu jde o běžné evangelikální společenství, které je ovšem speciálně zaměřené na metal a jeho posluchače. Společenství pořádá vlastní festivaly, různé druhy setkávání s metalisty, metalové bohoslužby, charitativní aktivity atp. 
Pastor Bob provozuje na serveru Youtube svůj vlastní kanál. Na něm se snaží v krátkosti odpovědět na dotazy, které mu různí lidé píší do komentářů. Jde o historicky první křesťanské hnutí tohoto typu.
Roku 2011 vzniklo v Daytonu v Ohiu (USA) společenství The First Heavy Metal Church of Christ (FHMCC). Jde o mladé, čerstvé křesťanské autonomní hnutí. FHMCC se prezentuje jako společenství otevřené pro prostitutky, drogově závislé, motorkáře, gangstery, metalisty a zločince. Hnutí vede mladý pastor Brian Smith spolu se svou manželkou Rachel a dalšími dvěma kolegy. Jsou v něm zastoupeny všechny generace. Typově jde opět o evangelikální křesťanství, a nezávislý sbor. 
Podobných církví funguje po světě ještě několik desítek. Většina z nich je z Jižní Ameriky, další pak z USA, Velké Británie, Dánska, Nizozemska, Švýcarska atp. Většina z takových společenství patří typově k evangelikálnímu, či pentekostálnímu křesťanství. Obecně jde však o marginální jev uvnitř křesťanstva.